# 零の発見
『零の発見』（れいのはっけん）は、吉田洋一によって著された書籍。

## 概要
1939年に岩波新書で出版。岩波新書の中で最も刷数が多い書籍である。
人類文化史上の巨大な一歩であるインドにおいての零の発見を、その事実および背景から説き起こし、世界での数を表すための様々な工夫や、数学と計算法跡をきわめて平明に語る。算盤や計算尺の意義にも触れる。アラビア数字の誕生から、三平方の定理、コンピュータなどの計算機の歴史についても述べる。
13世紀終わりごろのヨーロッパでは、新米者であるインドの記数法が禁じられていた。それでも0を使う便利さには勝てなかったのか、やがて簿記ではインド記数法が使用されるようになり、15世紀の活版印刷術が生まれてからはインド記数法が広まって行った。このように数学とは社会に必要とされて発展を後押しされているということが述べられている。
ナポレオン・ボナパルトがロシア遠征した際に、ロシア軍はジャン＝ヴィクトル・ポンスレという数学者を捕らえる。ジャン＝ヴィクトル・ポンスレがロシアの算盤を持ち帰った際に大変珍しがられた。だがそれから300年ほど前の西洋でも計算といえば算盤を使っており、それほど珍しい物ではなかった。そしてその算盤は日本で知られる物とは違い大変手間がかかる物であった。なぜロシアではそのような手間のかかる算盤を使用していたかというと、当時のロシアはインド記数法ではなかったから。インド記数法が使用されるまでの各国ではローマ数字などを用いていたため、紙に書いて計算をすることができず、不便な算盤を使用しなければならなかった。各国は算盤を使用することが不便であるためインド記数法を使うようになっていったのである。
インドでは昔から算盤を使うことは無く、計算は板の上に砂をまいてその上に数字を書いて筆算をしていた。インド記数法で筆算を行えば0を足したり掛けたりすることになり、0を足したり掛けたりする計算規則はインドではずっと昔から知られていた。そして0のみを足したり掛けたりすることも考えられるようになり、始めて0も数字とされるようになった。このため数字の0だけでなく数の0もインドで発見されたということになる。